# Spialia
Spialia es un género de lepidópteros ditrisios de la subfamilia Pyrginae  dentro de la familia Hesperiidae. Se encuentra en África y Asia.

## Especies
Lista de especies.
- Spialia abscondita (Plötz, 1884)
- Spialia asterodia (Trimen, 1864)
- Spialia agylla (Trimen, 1889)
- Spialia colotes (Druce, 1875)
- Spialia confusa (Higgins, 1925)
- Spialia delagoae (Trimen, 1898)
- Spialia depauperata (Strand, 1911)
- Spialia diomus (Höpffer, 1855)
- Spialia doris (Walker, 1870)
- Spialia dromus (Plötz, 1884)
- Spialia galba (Fabricius, 1793)
- Spialia geron (Watson, 1893)
- Spialia kituina (Karsch, 1896)
- Spialia mafa (Trimen, 1870)
- Spialia mangana (Rebel, 1899)
- Spialia nanus (Trimen, 1889)
- Spialia orbifer (Hübner, [1823])
- Spialia osthelderi (Pfeiffer, 1932)
- Spialia paula (Higgins, 1925)
- Spialia phlomidis (Herrich-Schäffer, 1845)
- Spialia ploetzi (Aurivillius, 1891)
- ?Spialia rebeli Higgins, 1925
- Spialia rosae
- Spialia sataspes (Trimen, 1864)
- Spialia secessus (Trimen, 1891)
- Spialia sertorius (Hoffmannsegg, 1804)
- Spialia spio (Linnaeus, 1764)
- Spialia struvei (Püngeler, 1914)
- Spialia therapne (Rambur, 1832)
- Spialia wrefordi Evans, 1951
- Spialia zebra (Butler, 1888)